# Gary & Mike
Gary & Mike è una serie televisiva animata statunitense del 2001, creata da Fax Bahr e Adam Small.
Prodotta in stop-motion, la serie è stata inizialmente proposta da Fox, tuttavia è passata alla rete UPN.
La serie è stata trasmessa per la prima volta negli Stati Uniti su UPN dal 12 gennaio al 13 aprile 2001, per un totale di 13 episodi ripartiti su una stagione. In Italia la serie è stata trasmessa su Rai 2 dal 22 gennaio 2003.

## Episodi
| nº | Titolo originale           | Titolo italiano           | Prima TV USA     | Prima TV Italia |
| -- | -------------------------- | ------------------------- | ---------------- | --------------- |
| 1  | Dawn of the New Millennium | Il viaggio di Gary e Mike | 12 gennaio 2001  | 22 gennaio 2003 |
| 2  | Cult Status                |                           | 2 marzo 2001     |                 |
| 3  | Springered                 |                           | 23 marzo 2001    |                 |
| 4  | The Virgin Gary            |                           | 9 febbraio 2001  |                 |
| 5  | The Scene                  |                           | 6 aprile 2001    |                 |
| 6  | Washington D.C.            |                           | 2 febbraio 2001  |                 |
| 7  | New York, New York         |                           | 16 febbraio 2001 |                 |
| 8  | The Furry Duffel           |                           | 12 gennaio 2001  |                 |
| 9  | Phish Phry                 |                           | 19 gennaio 2001  |                 |
| 10 | Road Rage                  |                           | 26 gennaio 2001  |                 |
| 11 | Shotgun Wedding            |                           | 30 marzo 2001    |                 |
| 12 | Corn Ugly Dog              |                           | 13 aprile 2001   |                 |
| 13 | Crisscross                 |                           | 13 aprile 2001   |                 |